# M99 (galaxie)
Pour les articles homonymes, voir M99.
M99 (NGC 4254) est une galaxie spirale de grand style située dans la constellation de la Chevelure de Bérénice. M99 a été découverte l'astronome français Pierre Méchain en 1781. Charles Messier a observé cette galaxie le 13 avril de la même année et l'a ajouté à son catalogue.

## Caractéristiques
La classe de luminosité de M99 est III et elle présente une large raie HI. Elle renferme également des régions d'hydrogène ionisé. De plus, c'est une galaxie LINER, c'est-à-dire une galaxie dont le noyau présente un spectre d'émission caractérisé par de larges raies d'atomes faiblement ionisés. M99 faisait partie des galaxies étudiées lors du relevé de l'hydrogène neutre de l'amas de la Vierge par le Very Large Array. Les résultats de cette étude sont sur cette page du site du VLA.

### Distance
Sa vitesse par rapport au fond diffus cosmologique est de 2 737 ± 23 km/s, ce qui correspond à une distance de Hubble de 40,36 ± 2,85 Mpc (∼132 millions d'al).
À ce jour, une quinzaine de mesures non basées sur le décalage vers le rouge (redshift) donnent une distance de 15,193 ± 2,047 Mpc (∼49,6 millions d'al), ce qui est loin à l'extérieur des valeurs de la distance de Hubble. Cette galaxie est relativement rapprochée du Groupe local et les mesures indépendantes sont souvent assez différentes des distances de Hubble pour les galaxies rapprochées en raison de leur mouvement propre dans le groupe où l'amas où elles sont situées. Cette valeur est probablement plus près de la distance réelle de M99. Notons que c'est avec les mesures des valeurs indépendantes, lorsqu'elles existent, que la base de données NASA/IPAC calcule le diamètre d'une galaxie.

### Luminosité dans l'infrarouge
La luminosité de la galaxie NGC 4254 dans l'infrarouge lointain (de 40 à 400 µm)  est égale à 2,63 × 1010 {\displaystyle L_{\odot }} (1010,42{\displaystyle L_{\odot }}) et sa luminosité totale dans l'infrarouge (de 8 à 1 000 µm) est de 3,47 × 1010 {\displaystyle L_{\odot }} (1010,54{\displaystyle L_{\odot }}).

## Morphologie

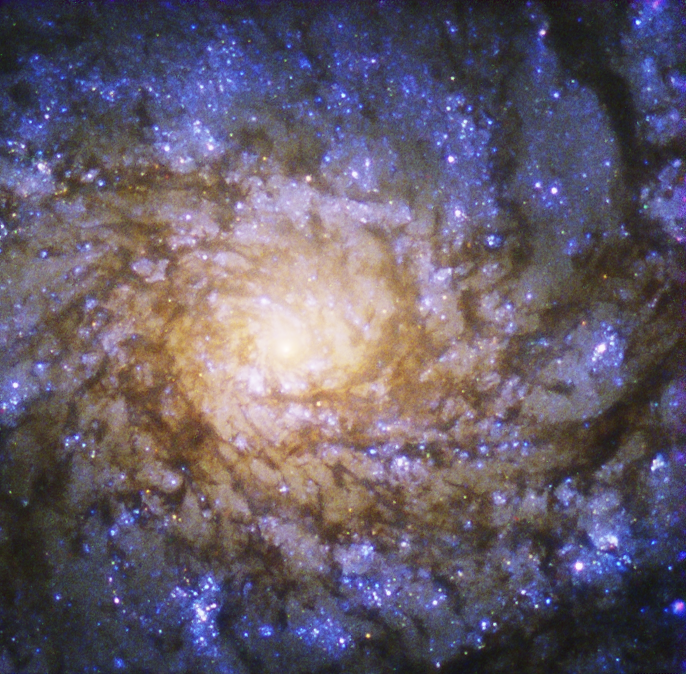
Le noyau de M99 par le télescope spatial Hubble.

NGC 4242 a été utilisée par Gérard de Vaucouleurs comme une galaxie de type morphologique SAB(s)m dans son atlas des galaxies,.
Eskridge, Frogel et Pogge ont publié un article en 2002 décrivant la morphologie de 205 galaxies spirales ou lenticulaires rapprochées. Les observations ont été réalisées dans la bande H de l'infrarouge et dans la bande B (le bleu). Selon Eskridge et ses collègues, M99 (NGC 4254) est de type Sc dans la bande B et SABc dans la bande H. Le bulbe de M99 est circulaire et petit. Le disque présente un motif spiralé asymétrique. Le motif des bras est complexe. M99 (NGC 4254) possède trois bras proéminents et un quatrième de plus faible brillance de surface. Deux des bras commencent à l’extrémité sud-ouest (SO) du bulbe. L’un d’eux s’enroule étroitement autour du bulbe et l’autre est plus ouvert. Le troisième bras brillant commence à l’extrémité nord-est (NE) du bulbe. Le bras au SO se trouve juste à l'extérieur du bras au NE à cet endroit. Le bras SO intérieur s’ouvre alors et le bras NE s’enroule à l’intérieur. Il existe des indices d'un bras de luminosité faible sur le côté ouest de la galaxie. Les bras sont étroits, bien définis et pleins de nœuds formant des étoiles. À de faibles niveaux de brillance de surface, l’asymétrie du bras donne au disque un aspect très déséquilibré. Il s’agit d’une galaxie avec essentiellement la même morphologie dans les bandes B et H.

## Interaction entre M99 et l'amas de la Vierge

### Formation d'étoiles
M99 n'est pas considérée comme une galaxie à sursaut de formation d'étoiles, mais elle présente un taux de formation d'étoiles trois fois plus élevé que d'autres galaxies spirales de type similaire. Cette activité pourrait provenir de rencontres rapprochées avec d'autres galaxies en périphérie de l'amas de la Vierge. Il est probable que la galaxie M99 entre pour la première fois dans l'amas de la Vierge. Située à la périphérie de l'amas, à une distance angulaire de 3,7° (environ un mégaparsec), M99 subit un décapage produit par son mouvement dans le milieu intergalactique.

### Interaction avec la matière sombre?
Un pont d'hydrogène gazeux neutre relie M99 à VIRGOHI21, un halo de matière sombre situé dans l'amas de la Vierge. Cet objet a la taille d'une galaxie, mais il ne contient aucune étoile visible. La gravité de cet objet a peut-être déformé M99 et produit le pont de gaz, car ces deux objets peuvent avoir connu une rencontre rapprochée avant de se séparer. Il se pourrait aussi que VIRGOHI21 soit constitué de débris de marée provenant d'une interaction avec la galaxie lenticulaire NGC 4262, il y a environ 280 millions d'années.

## PTF 10fqs, une étoile fort étrange

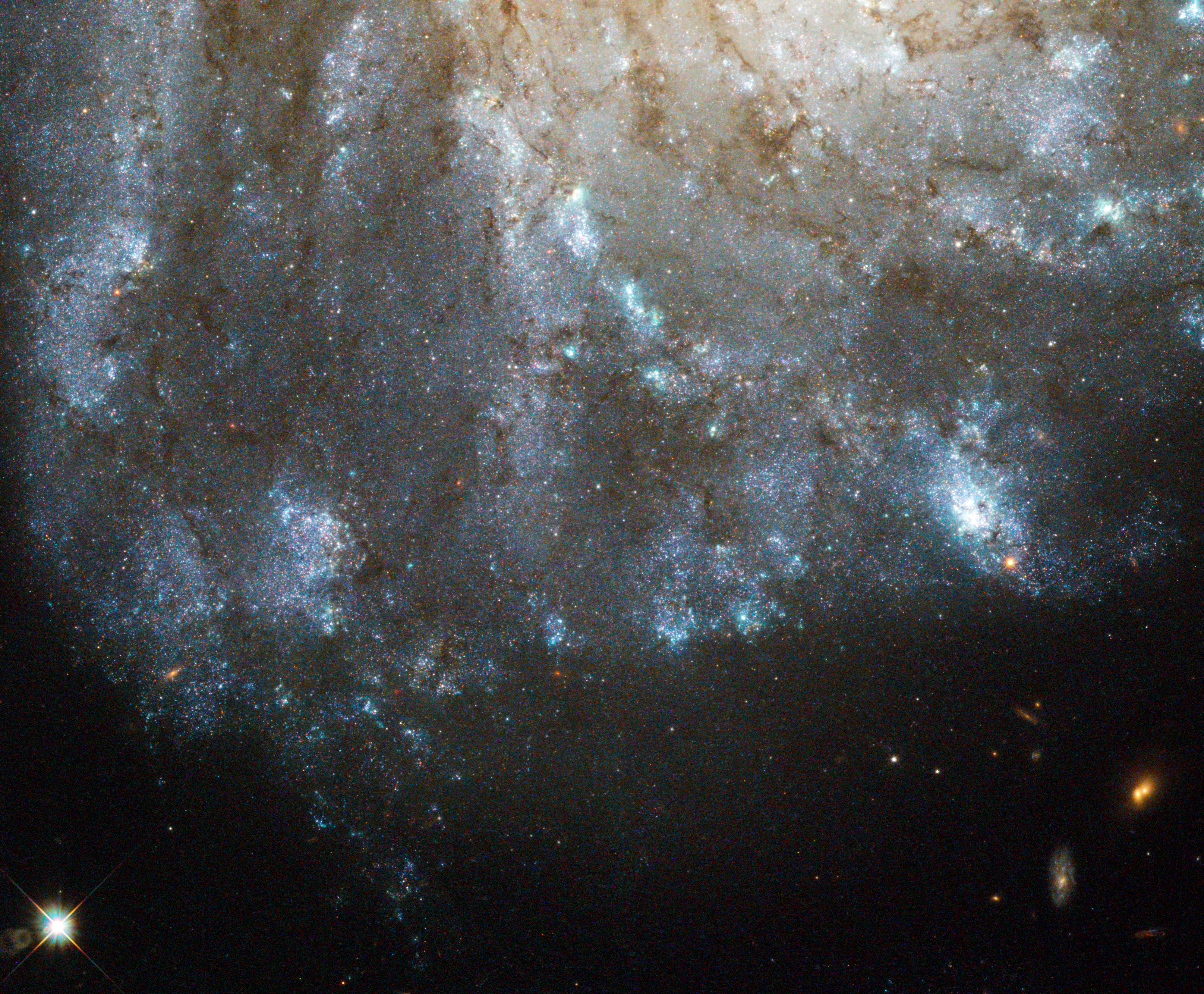
L'un des brais spiraux de M99 sur l'un des côtés de la galaxie. Image captée par le télescope spatial Hubble.

Au cours des dernières années, quelques phénomènes inexpliqués ont été observés dans M99. Parmi ceux-ci, on rencontre l'étrange comportement de l'étoile cataloguée PTF 10fqs. Cette étoile a été découverte par le relevé astronomique Palomar Transient Factory (PTF) qui balayait le ciel à la recherche de changements soudains de luminosité, comme ceux produits par une étoile variable ou encore une supernova. Cette étoile est visible dans le coin supérieur gauche de l'image captée par Hubble.
Ce qui est inhabituel avec l'étoile PTF 10fqs, c'est qu'elle défie toute classification. Sa luminosité était intermédiaire entre celle d'une nova et d'une supernova et elle a lentement diminué d'une magnitude en 68 jours. L'origine de cet événement demeure un mystère et un sujet de controverse. Les astrophysiciens ont proposé un certain nombre d'explications possibles, y compris l'originale hypothèse du plongeon d'une planète géante dans l'étoile.

## Supernova
Quatre supernovas ont été découvertes dans M98 : SN 1967H, SN 1972Q, SN 1986I et SN 2014L.

### SN 1967H
Cette supernova a été découverte le 30 juin 1967 par l'astrophysicien américano-suisse Fritz Zwicky. Le type de cette supernova n'a pas été déterminé.

### SN 1972Q
Cette supernova a été découverte le 14 décembre 1972 par l'astronome italien Leonida Rosino. Le type de cette supernova n'a pas été déterminé.

### SN 1986I
Cette supernova a été découverte le 17 mai 1986 par l'astrophysicien Carlton R. Pennypacker de l'université de Californie à Berkeley. Cette supernova était de type II.

### SN 2014L
Cette supernova a été découverte le 26 janvier 2014 dans le cadre du relevé THU-NAOC (National Astronomical Observatories of Chinese). Cette supernova était de type Ic.

## Groupe de M88, de M60 et l'amas de la Vierge
Selon A.M. Garcia, M99 (NGC 4254) est membre du groupe de M88 (NGC 4501). Ce groupe de galaxies comprend au moins 44 membres, dont 17 apparaissent au New General Catalogue et 18 à l'Index Catalogue.
D'autre part, la plupart des galaxies du New General Catalogue, dont M99, et seulement trois de l'Index Catalogue du groupe de M88 apparaissent dans une liste de 227 galaxies d'un article publié par Abraham Mahtessian en 1998. Cette liste comporte plus de 200 galaxies du New General Catalogue et une quinzaine de galaxies de l'Index Catalogue. On retrouve dans cette liste 11 galaxies du Catalogue de Messier, soit M49, M58, M60, M61, M84, M85, M87, M88, M91, M99 et M100.
Toutes les galaxies de la liste de Mahtessian ne constituent pas réellement un groupe de galaxies. Ce sont plutôt plusieurs groupes de galaxies qui font tous partie d'un amas galactique, l'amas de la Vierge. Pour éviter la confusion avec l'amas de la Vierge, on peut donner le nom de groupe de M60 à cet ensemble de galaxies, car c'est l'une des plus brillantes de la liste. L'amas de la Vierge est en effet beaucoup plus vaste et compterait environ 1 300 galaxies, et possiblement plus de 2 000, situées au cœur du superamas de la Vierge, dont fait partie le Groupe local,.
De nombreuses galaxies de la liste de Mahtessian se retrouvent dans onze groupes décrits dans l'article d'A.M. Garcia, soit le groupe de NGC 4123 (7 galaxies), le groupe de NGC 4261 (13 galaxies), le groupe de NGC 4235 (29 galaxies), le groupe de M88 (13 galaxies, M88 = NGC 4501), le groupe de NGC 4461 (9 galaxies), le groupe de M61 (32 galaxies, M61 = NGC 4303), le groupe de NGC 4442 (13 galaxies), le groupe de M87 (96 galaxies, M87 = NGC 4486), le groupe de M49 (127 galaxies, M49 = NGC 4472), le groupe de NGC 4535 (14 galaxies) et le groupe de NGC 4753 (15 galaxies). Ces onze groupes font partie de l'amas de la Vierge et ils renferment 396 galaxies. Certaines galaxies de la liste de Mahtessian ne figurent cependant dans aucun des groupes de Garcia et vice versa.

## Galerie

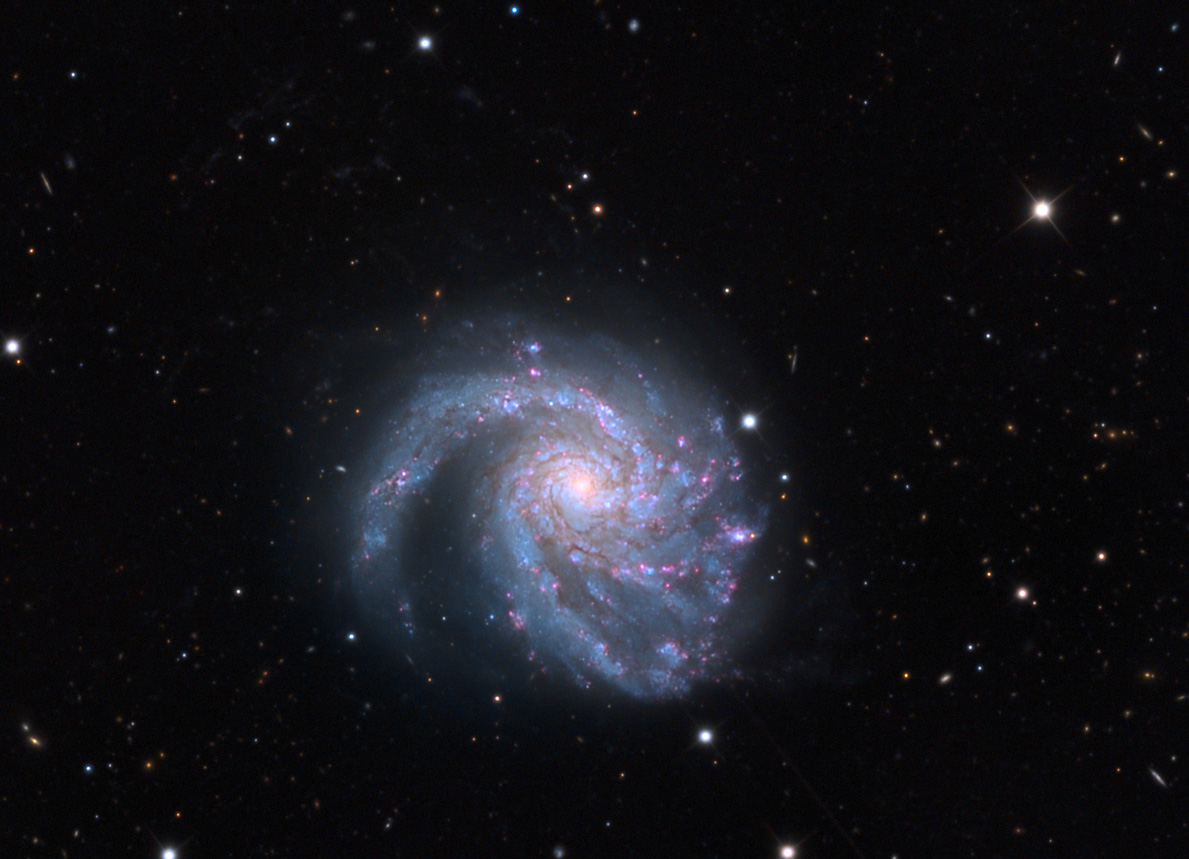
M99 par Adam Block (Observatoire du mont Lemmon/Université de l'Arizona).
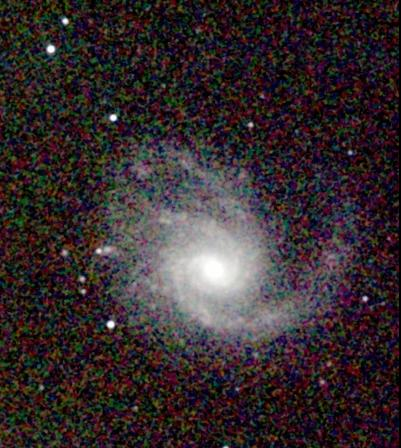
M99 en infrarouge par le relevé 2MASS.
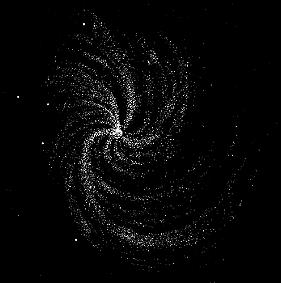
Dessin de M99 par William Parsons.
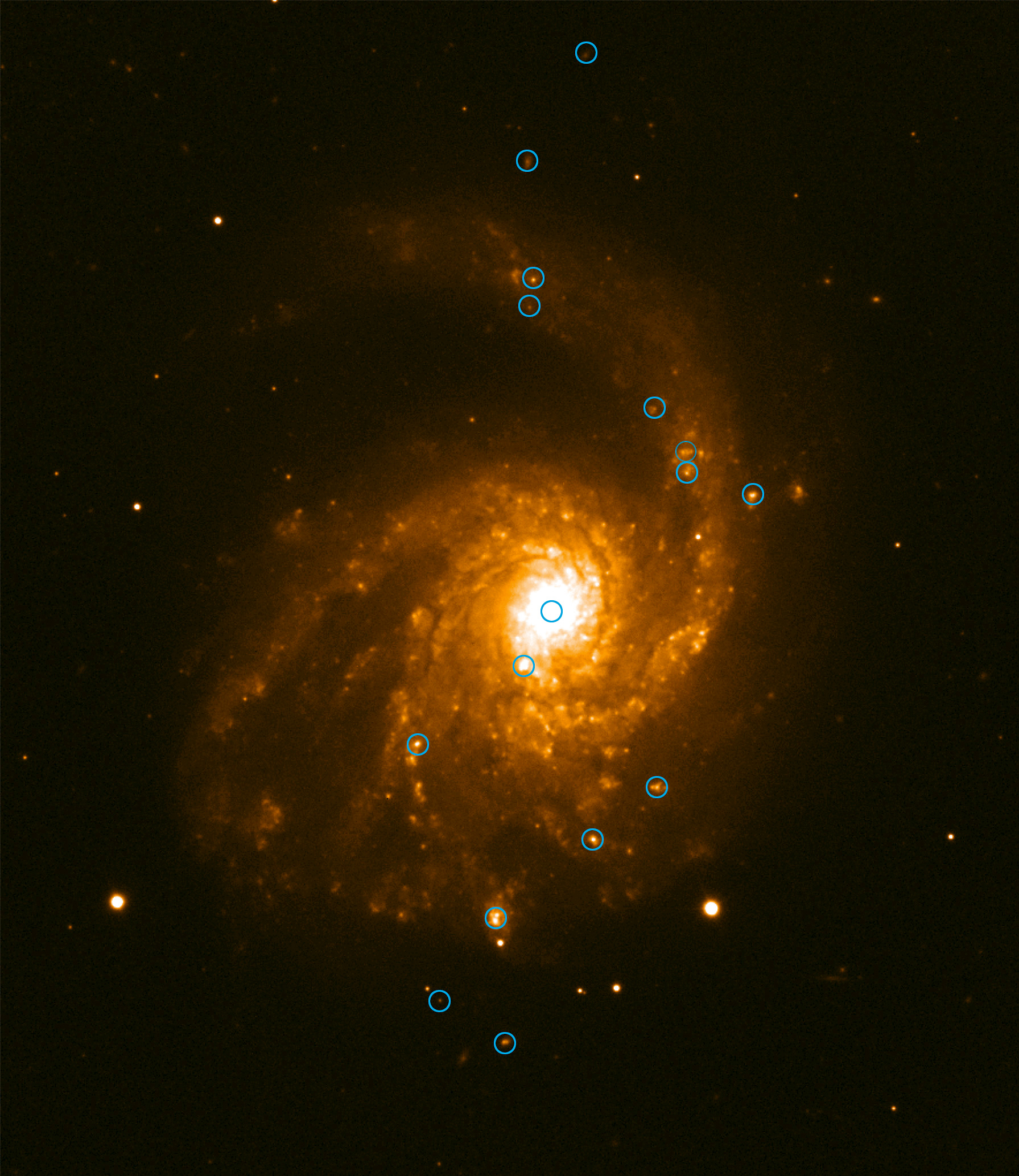
Sur cette image prise par le VLT de l'Observatoire européen austral, les régions HII de M99 sont indiqués par des cercles.